# Petrovický potok (přítok Olšového potoka)
Petrovický potok je potok v okrese Ústí nad Labem v Ústeckém kraji v České republice. Je 7,58 kilometru dlouhý a pramení v Krušných horách u osady Panenská v nadmořské výšce 680,5 metrů. Jde o levostranný přítok Olšového potoka, do něhož se vlévá na česko-německé státní hranici u obce Petrovice v nadmořské výšce 413,27 metrů. Na úseku mezi hraničními znaky 26–26/8 tvoří státní hranici mezi Českem a Německem v délce 0,4 km.
Plocha povodí Petrovického potoka činí 8,18 km2 a nachází se v něm 2 vodní plochy o celkové rozloze 0,3 hektaru. Potok tvoří vodní útvar „Petrovický potok/Bahra po soutok s tokem Gottleuba“. Jeho správcem je státní podnik Povodí Ohře.